# Joy Behar
Joy Behar, nata Josephina Victoria Occhiuto (New York, 7 ottobre 1942), è un'attrice, comica e personaggio televisivo statunitense, nota per essere attualmente una delle conduttrici della trasmissione The View.

## Biografia
Di origini italiane, in particolare calabresi, la Behar è figlia della sarta Rose Carbone e di Gino Occhiuto, impiegato della Coca-Cola. Dopo alcuni anni di lavoro come stand-up comedian e conduttrice radiofonica, nel 1997 la Behar fu scelta da Barbara Walters come co-conduttrice del nuovo talk-show The View. Inizialmente la Behar non era presente in tutte le puntate e si alternava con la Walters come quarta conduttrice, ma poco dopo fu promossa a conduttrice fissa. Generalmente, durante i dibattiti della trasmissione, la Behar espone delle idee e delle opinioni liberali e progressiste.
Nel 2006 la Anti-Defamation League (Lega Antidiffamazione) presentò una lettera aperta alla Behar, ammonendola per aver paragonato l'allora Segretario della Difesa Donald Rumsfeld a Hitler. La ADL invitò a "non estrapolare dal contesto il nome di Hitler e a non utilizzarlo per attacchi personali o vendette". Inoltre la Behar ha avuto alcuni screzi con la "Lega Cattolica per i diritti religiosi e civili". La conduttrice, educata come cattolica, ma agnostica, ha più volte criticato la Chiesa cattolica. Il presidente della Lega, William Donahue, ha affermato che "C'è un evidente sentimento anticattolico fra le conduttrici di The View, con Rosie O'Donnell e Joy Behar che sono le peggiori colpevoli".
Il 14 ottobre 2010 la Behar e Whoopi Goldberg abbandonarono lo studio di The View in seguito alle dichiarazioni di un ospite, il commentatore politico Bill O'Reilly, che aveva affermato "i musulmani ci hanno uccisi l'11 settembre". Il 26 ottobre dello stesso anno, parlando delle imminenti elezioni di medio termine, le conduttrici si soffermarono a parlare del video elettorale della candidata senatrice dello stato del Nevada Sharron Angle. La Behar descrisse la Angle come "una deficiente", il suo video come "rivolto ad una gioventù degna di Hitler" e sfidò la donna a diffondere un video del genere nel Bronx. Quando Sherri Shepherd disse che avrebbe pregato per la Angle, la Behar disse che lei non avrebbe fatto altrettanto e apostrofò la politica come "stronza", dicendole che sarebbe finita all'inferno.
Per tutta risposta il giorno seguente la Angle inviò alla Behar un omaggio floreale accompagnato da un biglietto con su scritto "Joy, ieri sono stati raccolti online 150.000$. Grazie per il tuo aiuto. Cordiali saluti, Sharron Angle". In puntata la Behar ribatté dicendo: "Vorrei far notare che quei fiori sono stati raccolti da immigrati clandestini e loro non votano per te, stronza". Inoltre dichiarò con fervore che per lei è stato offensivo vedere un video del genere con protagoniste persone che lavorano per essere raffigurate come criminali. Spiegò poi che il suo commento relativo all'inferno era in realtà una citazione alla discussione che aveva preceduto quella sulla Angle, che trattava appunto di religione; la Behar disse che in realtà lei non credeva all'inferno e non credeva che la Angle ci sarebbe finita. Alla fine del suo intervento la Behar concluse invitando la Angle a non mandarle fiori e a "mettere il suo denaro nello stesso posto in cui era la sua bocca".
La Behar ricevette numerose critiche per aver utilizzato un linguaggio volgare e offensivo. In trasmissione la conduttrice si scusò con il pubblico per aver urtato la sensibilità di qualcuno e affermò di aver usato solo vezzeggiativi. In ogni caso, la Behar evidenziò che il messaggio che voleva inviare era quello che la Angle avesse diffuso un video molto razzista.

## Vita privata
Sposata con Joe Behar dal 1965 al 1981, Joy ha avuto un'unica figlia, Eve. Dalla metà degli anni ottanta convive con Steve Janowitz. Il 28 febbraio 2011 è diventata nonna del piccolo Luca.

## Filmografia

### Cinema
- Hiding Out, regia di Bob Giraldi (1987)
- Cookie, regia di Susan Seidelman (1989)
- Misterioso omicidio a Manhattan (Manhattan Murder Mystery), regia di Woody Allen (1993)
- È solo l'amore che conta (Love Is All There Is), regia di Joseph Bologna e Renée Taylor (1996)
- Libera uscita (Hall Pass), regia di Bobby Farrelly e Peter Farrelly (2011)
- L'era glaciale 4 - Continenti alla deriva (Ice Age: Continental Drift), regia di Steve Martino (2012) - voce

### Televisione
- Baby Boom - serie TV, 13 episodi (1988-1989)
- Buzz Lightyear da Comando Stellare - serie TV, 1 episodio (2001) - voce
- Crisis in Six Scenes - serie TV, 3 episodi (2016)